# Jungholtz
Jungholtz (deutsch Jungholz) ist eine französische Gemeinde mit 900 Einwohnern (Stand 1. Januar 2022) im elsässischen Département Haut-Rhin in der Region Grand Est.

## Geografie
Jungholtz liegt am Rand der südlichen Vogesen westlich der Gemeinde Soultz-Haut-Rhin und am Eingang zum Rimbachtal (Vallon du Rimbach), das Rimbachzell und Rimbach-près-Guebwiller einschließt. Zu Jungholtz gehören die Weiler Sainte-Anne mit einer Kapelle und einem Rehabilitationszentrum sowie Thierenbach mit einer Basilika.

## Geschichte
Die erste urkundliche Erwähnung stammt aus dem Jahr 1220. Seit 1880 ist die Gemeinde unabhängig. Bis zum Ende des Ersten Weltkrieges gehörte Jungholz als Teil des Reichslandes Elsaß-Lothringen zum Deutschen Reich und war dem Kreis Gebweiler im Bezirk Oberelsaß zugeordnet.

## Bevölkerungsentwicklung
| Jahr      | 1910 | 1962 | 1968 | 1975 | 1982 | 1990 | 1999 | 2007 | 2017 |
| Einwohner | 989  | 663  | 678  | 669  | 653  | 677  | 658  | 915  | 898  |

## Sehenswürdigkeiten
Das Schloss, das Château des seigneurs de Jungholtz, wurde im 17. Jahrhundert erbaut. Der jüdische Friedhof von Jungholtz ist der am besten erhaltene im Département Haut-Rhin. Der Wallfahrtsort Thierenbach mit seiner im  Barockstil aufgebauten Basilica minor: Unsere Liebe Frau von Thierenbach gehört zu den bekanntesten Wallfahrtsorten im Elsass.

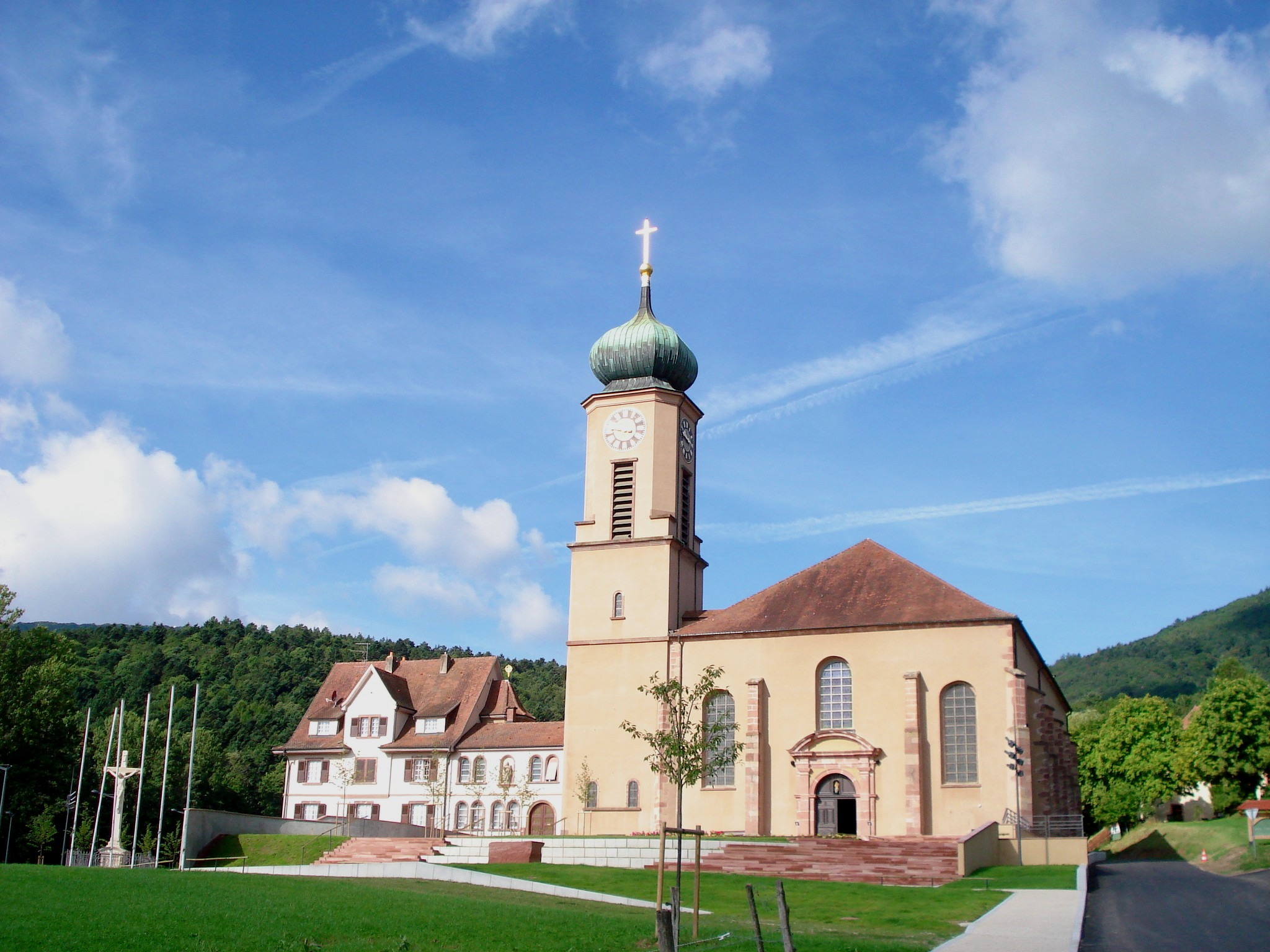
Basilika Thierenbach
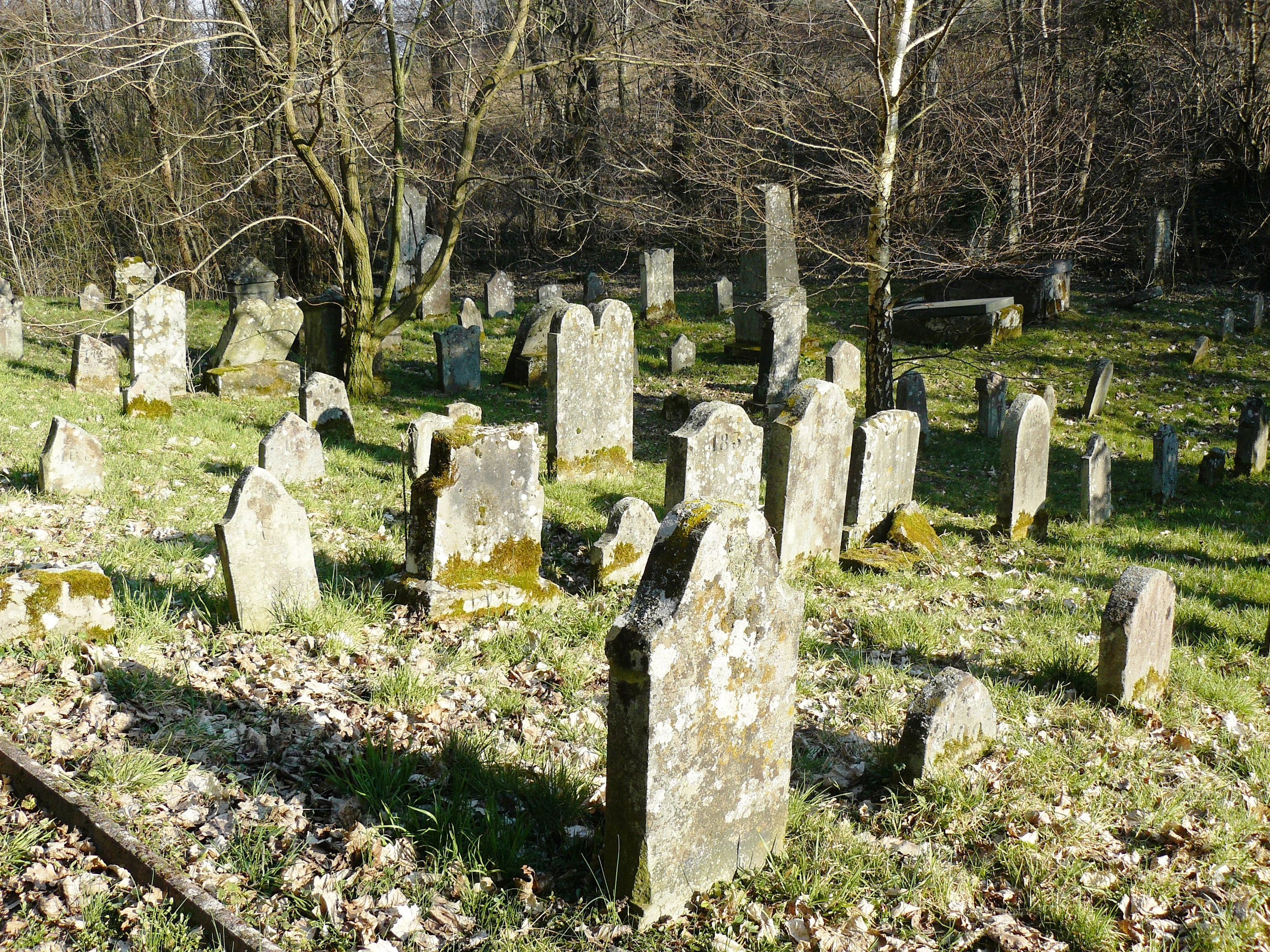
Jüdischer Friedhof
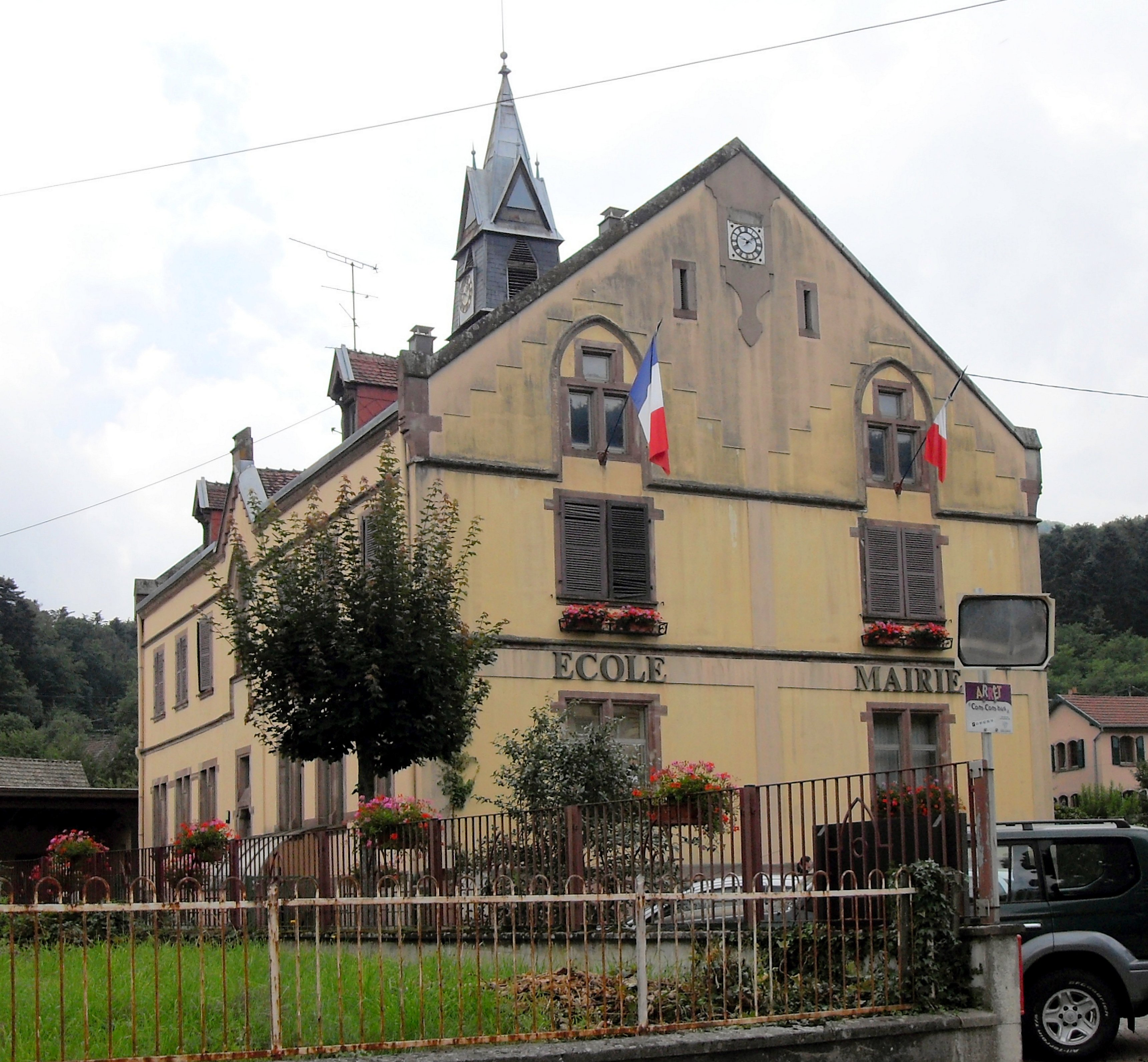
Rathaus- und Schulgebäude